# Cartman Gets an Anal Probe
«Cartman Gets an Anal Probe» es el estreno de la serie de televisión animada estadounidense South Park. Se emitió por primera vez en Comedy Central en los Estados Unidos el 13 de agosto de 1997. El episodio presenta a los niños protagonistas Eric Cartman, Kyle Broflovski, Stanley «Stan» Marsh y Kenneth «Kenny» McCormick, quienes intentan rescatar al hermano adoptivo de Kyle, Ike, de ser abducido por extraterrestres.
Como parte de una reacción a las guerras culturales de la década de 1990 en los Estados Unidos, South Park es deliberadamente ofensivo. Gran parte del humor del programa y de «Cartman Gets an Anal Probe» surge de la yuxtaposición de la aparente inocencia de la infancia y el comportamiento violento y crudo exhibido por los personajes principales. En el momento de escribir el episodio, los creadores de South Park Trey Parker y Matt Stone aún no tenían un contrato de serie con Comedy Central. Escasos de dinero, animaron el episodio utilizando una técnica stop-motion de animación con recortes, similar a los cortometrajes que fueron los precursores de la serie. «Cartman Gets an Anal Probe» sigue siendo el único episodio de South Park animado en gran parte sin el uso de tecnología informática.
A pesar de que South Park finalmente alcanzó una inmensa popularidad y reconocimiento, las críticas iniciales del piloto fueron generalmente negativas; los críticos destacaron la obscenidad gratuita del programa con especial desprecio. Con respecto a la cantidad de obscenidad en el episodio, Parker comentó más tarde que sintieron «presión» para estar a la altura de los cortos anteriores que hicieron popular al dúo por primera vez. Los críticos también compararon South Park desfavorablemente con lo que consideraban programas animados más complejos y llenos de matices, como Los Simpson y Beavis and Butt-Head.

## Argumento
Mientras Kyle, Stan, Kenny y Cartman esperan el autobús escolar, el hermano de Kyle, Ike, intenta seguir a Kyle a la escuela. Kyle le dice a Ike que no puede ir a la escuela con él. Cartman les cuenta a los niños sobre un sueño que tuvo la noche anterior sobre ser abducido por extraterrestres. Los demás intentan convencerlo de que los hechos sucedieron y de que los extraterrestres se llaman «visitantes», pero Cartman se niega a creerles. Chef se detiene en su automóvil y pregunta si los niños vieron la nave extraterrestre la noche anterior, lo que confirma el «sueño» de Cartman, y cuenta historias de sondas anales extraterrestres (que Cartman niega haber experimentado durante todo el episodio). Después de que Chef se va, el autobús escolar recoge a los niños y (mirando por la ventana trasera) observan horrorizados cómo los visitantes secuestran a Ike. Kyle pasa el resto del episodio intentando rescatarlo.
En la escuela, Cartman comienza a expulsar gases con fuego, y Kyle intenta sin éxito convencer a su maestro, el Sr. Garrison, de que lo retire de la clase para encontrar a su hermano. Cuando Chef se entera de que el hermano de Kyle fue secuestrado y ve una máquina emerger del ano de Cartman, ayuda a los niños a escapar de la escuela activando la alarma contra incendios. Una vez afuera, Cartman reitera que su abducción fue solo un sueño, cuando de repente es golpeado por un rayo que inexplicablemente hace que comience a cantar y bailar «I Love to Singa». Poco después, aparece una nave espacial. Kyle lanza una piedra y la nave espacial dispara, empujando a Kenny hacia la carretera. Cuando vuelve a levantarse, es pisoteado por una manada de vacas, pero sobrevive. Luego, un auto policial atropella a Kenny y lo mata.
Stan y Kyle se encuentran con Wendy Testaburger en la laguna Stark, donde ella sugiere usar la máquina alojada dentro de Cartman para contactar a los visitantes. Para atraerlos, los niños atan a Cartman a un árbol y, la próxima vez que flatula, una enorme antena parabólica emerge de su ano. La nave extraterrestre llega y Ike salta a un lugar seguro una vez que Kyle le pide que haga una imitación de la «carrera de David Caruso». Mientras tanto, los visitantes se comunican con las vacas de la zona, al descubrir que son la especie más inteligente del planeta. Cartman es nuevamente secuestrado por los extraterrestres, pero al día siguiente regresa a la parada de autobús con conjuntivitis.

## Trasfondo
Los orígenes de South Park se remontan a 1992, cuando Trey Parker y Matt Stone, entonces estudiantes de la Universidad de Colorado, crearon un corto animado relacionado con la Navidad conocido comúnmente como «Jesus vs. Frosty». La animación de bajo presupuesto y crudamente realizada presentaba prototipos de los personajes principales de South Park. El ejecutivo de Fox Broadcasting Company, Brian Graden, vio la película y, en 1995, encargó a Parker y Stone que crearan un segundo corto que pudiera enviar a sus amigos como una tarjeta de Navidad en video. Titulada The Spirit of Christmas (también conocido como «Jesus vs. Santa»), el corto se parecía más al estilo de la serie posterior. El video fue popular y ampliamente compartido, tanto por duplicación como por Internet.
Después de que los cortos comenzaron a generar interés para una posible serie de televisión, Fox contrató a Parker y Stone para desarrollar un concepto basado en los cortos para la cadena. El dúo concibió la serie ambientada en la ciudad de South Park en Colorado y girando en torno a los personajes infantiles Stan, Kyle, Kenny y Cartman como protagonistas principales, e incluyó un personaje consistente en un trozo de heces parlante llamado Mr. Hankey como uno de los personajes secundarios secundarios. La inclusión de Mr. Hankey provocó disputas entre Fox y Parker y Stone, y más desacuerdos hicieron que el dúo se separara de la cadena. Más tarde, Comedy Central expresó interés en la serie y Parker y Stone crearon un episodio piloto para la cadena.
South Park fue parte de una reacción a las guerras culturales de los Estados Unidos de las décadas de 1980 y 1990, en las que se debatieron ampliamente temas como la maternidad de Murphy Brown, la sexualidad de Tinky Winky y los valores familiares de los Simpson. Las guerras culturales, y la corrección política en particular, fueron impulsadas por la creencia de que el relativismo se estaba volviendo más relevante en la vida cotidiana y, por lo tanto, lo que se percibía como valores «tradicionales» y confiables estaba perdiendo su lugar en la sociedad estadounidense. Un académico explica que South Park, «se hizo un nombre por sí mismo como grosero, crudo, vulgar, ofensivo y potencialmente peligroso» dentro de este debate sobre los valores. Sus críticos argumentaron que Stan, Kyle, Cartman y Kenny eran malos modelos a seguir para los niños, mientras que sus partidarios celebraron la defensa de la libertad de expresión del programa.

## Producción

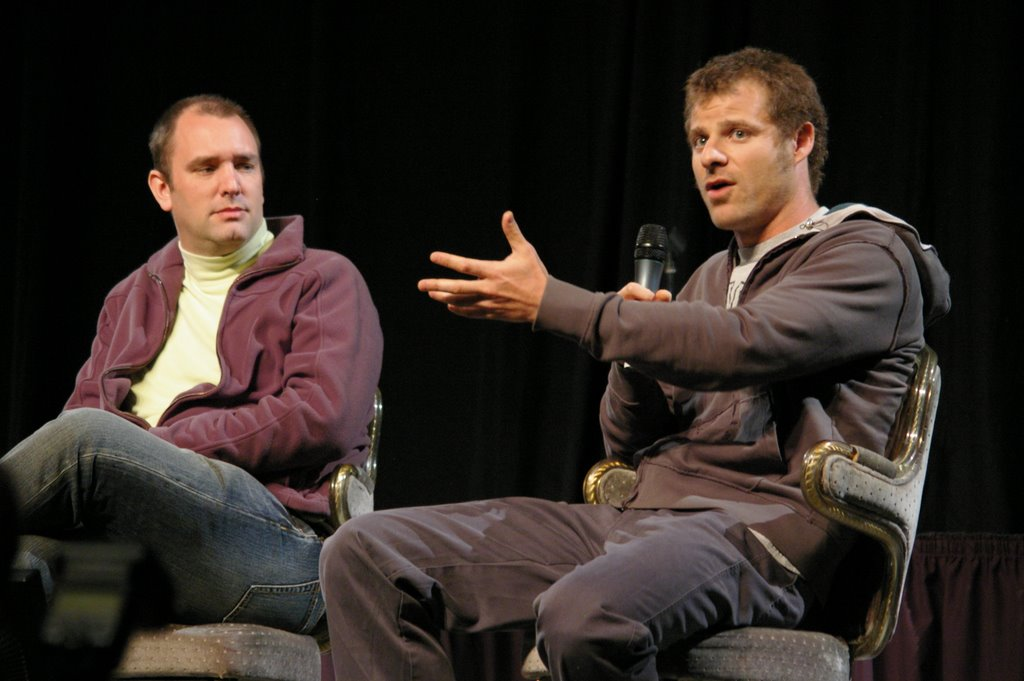
Trey Parker (izquierda) y Matt Stone usaron animación stop-motion de papel recortado durante un período de tres meses para crear «Cartman Gets an Anal Probe».

El episodio piloto fue escrito por los creadores Matt Stone y Trey Parker, el último de los cuales se desempeñó como director; se hizo con un presupuesto de 300 000 dólares. De manera similar a los cortos navideños de Parker y Stone, el piloto original fue animado completamente con técnicas tradicionales de animación stop-motion y animación con recortes. Este laborioso proceso involucró la creación de cientos de recortes de papel de construcción, incluidas formas de boca individuales y muchos de los personajes en varios tamaños diferentes, y fotografiar cada cuadro del programa con una cámara superior, basado en el diálogo que se había grabado anteriormente. Los asistentes ayudaron a cortar y pegar los recortes, mientras que la animación estuvo a cargo principalmente de Parker, Stone y el director de animación Eric Stough. El episodio tardó unos tres meses en completarse, y la animación se realizó en una pequeña habitación en Celluloid Studios en Denver, Colorado, durante el verano de 1996. Las técnicas de animación adicionales involucraron la creación del cielo nocturno estrellado haciendo agujeros en una cartulina negra e iluminándola desde atrás, y simular la acumulación de sangre de Kenny dibujando un punto inicial con un rotulador rojo, y dibujando más en cada cuadro. Los personajes que no hablan rara vez se mueven, lo que se hizo para ahorrar tiempo en el proceso de animación.
El piloto terminado duró 28 minutos, que resultó ser demasiado largo para transmitirse, ya que Parker y Stone no se dieron cuenta de que se debería permitir más tiempo para los comerciales de televisión durante el espacio de media hora reservado para un episodio en Comedy Central. Con el fin de acortar el episodio a 22 minutos, los creadores cortaron unos diez minutos de material y agregaron otros tres minutos para atar la historia modificada. Por ejemplo, en el piloto original, Cartman expulsa fuego después de que unos niños mayores le dan de comer tamales calientes, mientras que en la versión abreviada, lo hace debido a la sonda extraterrestre implantada en su interior. Otras escenas se centraron más en el personaje Pip; la escena del piloto donde se le presenta se reutilizó más tarde para el quinto episodio de la serie «An Elephant Makes Love to a Pig», en su forma de animación con recorte original. Las adiciones a la historia se crearon con el uso de animación por computadora, y todos los episodios posteriores de la serie han sido animados por computadora. Si bien el objetivo de los creadores era que la animación por computadora simulara visualmente la animación con recortes de papel, las técnicas no se perfeccionaron hasta más adelante en la serie y, como resultado, los dos estilos de animación se distinguen fácilmente en el piloto.
La idea de la ciudad de South Park surgió de la cuenca real de Colorado del mismo nombre, donde los creadores dijeron que se originó el folclore y los informes de noticias sobre «avistamientos de ovnis, mutilaciones de ganado y avistamientos de Pie Grande». Las intenciones originales de Parker y Stone eran que la presencia extraterrestre apareciera con más frecuencia en las tramas de los episodios posteriores, pero finalmente decidieron no hacerlo, ya que no querían que el programa pareciera una parodia de la popular serie de televisión The X-Files. Sin embargo, el equipo comenzó a esconder extraterrestres en el fondo en muchos episodios de South Park como huevos de Pascua para los fanáticos, una tradición que se remonta a su primera gran colaboración, la película independiente de 1993 Cannibal! The Musical.
Con respecto al lenguaje en el episodio, Parker ha dicho que «sintieron la presión de estar a la altura de Spirit of Christmas», que contiene muchas obscenidades, y como resultado, «trataron de llevar las cosas... tal vez más allá de lo que nosotros deberíamos». En particular, Parker dijo que sentían la necesidad de «poner consolador y cada palabra con la que podamos salirnos con la nuestra». En contraste, permitieron que los episodios posteriores «fueran más naturales», diciendo que esos episodios son «más sobre sucesos extraños y burlarse de cosas que son tabú  [...] sin simplemente lanzar un montón de palabras obscenas ahí».
«Cartman Gets an Anal Probe» recibió malos resultados de las audiencias de prueba, y los ejecutivos de Comedy Central no estaban seguros de ordenar episodios adicionales del programa. Sin embargo, como los dos cortos navideños originales continuaron produciendo sensación en Internet, la cadena pagó a Parker y Stone para que escribieran un episodio más. Al escribir «Weight Gain 4000», el dúo buscó darle a la cadena una idea de cómo cada episodio podría diferir de los demás. A la cadena le gustó el guion y acordó comprometerse con una serie cuando Parker y Stone dijeron que no escribirían otro episodio individual hasta que la cadena firmara una temporada de al menos seis episodios.

## Temas
Al describir el tono general del programa, Teri Fitsell de The New Zealand Herald explica que «South Park es una sátira social viciosa que funciona destacando no la inmoralidad de estos niños sino su amoralidad, y contrastándola con la hipocresía intrigante de los adultos que los rodean». A menudo comparado con Los Simpson y King of the Hill, South Park, según Tom Lappin de Scotland on Sunday, «tiene una racha verdaderamente malévola que lo distingue» de estos programas; citando las muertes reiteradas de Kenny como ejemplo.
El humor del programa proviene de la «disparidad» entre la apariencia «linda» de los personajes y su comportamiento «crudo». Sin embargo, Parker y Stone dijeron en una de las primeras entrevistas que el lenguaje del programa es realista. «Hay tantos programas en los que los niños pequeños son buenos y dulces, y simplemente no es real... ¿No recuerda la gente cómo eran en tercer grado? Éramos pequeños bastardos». Frederic Biddle de The Boston Globe señala cómo el programa «juega constantemente con su estética de escuela primaria para impactar, con gran éxito», argumentando que en su apogeo, es «más un “Peanuts” profano que un “Beavis and Butt-Head” reducido». Señala, por ejemplo, a Kenny, quien representa simbólicamente a la subclase sin voz, que es eliminada en cada episodio. Claire Bickley del Toronto Sun explica que «El programa captura esa mezcla de inocencia y maldad que puede coexistir en niños de esa edad», que «a los niños les fascinan las funciones corporales» y que «imitan el comportamiento y el lenguaje de los adultos». Por ejemplo, Kyle instruye a Stan y Wendy a «hacer el amor junto al fuego», una frase que aprende de Chef. En un alegre estudio sobre el humor de la flatulencia, Jim Dawson explica cómo el auge de la animación para adultos en la década de 1990 permitió que la televisión disfrutara de ese humor con The Ren & Stimpy Show, Los Simpson, y Beavis and Butt-Head. Comenzando con «Cartman Gets an Anal Probe», South Park se basa en esta tradición.
El episodio emplea lo que el teórico literario Mijaíl Bajtín llama lo carnavalesco. Como explica Ethan Thompson en su artículo, «Good Demo, Bad Taste: South Park as Carnivalesque Satire», el estilo consta de cuatro elementos cruciales: el humor, el exceso corporal, los juegos lingüísticos que desafían el discurso oficial y la inversión de las estructuras sociales. Se supone que el cuerpo de Cartman, su obesidad y su incapacidad para controlar sus gases, ejemplifican lo grotesco. Los chicos insultan a lo largo del episodio, usando palabras y frases como «culo gordo» y «consolador», desafiando los límites del lenguaje apropiado. Finalmente, la estructura social del pueblo se invierte, ya que el episodio se centra en el conocimiento que los cuatro niños tienen de los extraterrestres en oposición a los adultos ignorantes e incompetentes. Además, los extraterrestres perciben a las vacas como más inteligentes que los humanos, invirtiendo el orden de las especies.
South Park tiende a emplear números musicales a gran escala en sus episodios, a menudo parodiando dibujos animados de la década de 1930. Por ejemplo, Cartman canta parte de «I Love to Singa», de la caricatura del mismo nombre, cuando es golpeado por un rayo de la nave extraterrestre.

## Recepción
El episodio se transmitió por primera vez a las 10 p. m. EDT en los Estados Unidos el 13 de agosto de 1997 en Comedy Central. South Park se transmitió originalmente durante el horario de máxima audiencia después de Seinfeld en Global TV de Canadá, con material objetable eliminado del programa. Los chistes sobre «consoladores» fueron eliminados del piloto, así como dos escenas en las que Kyle patea a su hermano menor, Ike. Después de quejas de los espectadores, la serie se trasladó a la medianoche del 17 de octubre de 1997 y se restauró el material eliminado. Casi un año después de su fecha de emisión original, el episodio fue transmitido por primera vez en Gran Bretaña (fuera de la televisión por satélite) el 10 de julio de 1998 en Channel 4. Un representante de la estación dijo: «Es para la audiencia que regresa del pub con un curry».
«Cartman Gets an Anal Probe» obtuvo inicialmente una calificación Nielsen de 1,3, lo que se traduce en 980.000 espectadores, lo que se considera alto para un programa de cable en los Estados Unidos. En abril de 2007, The New Zealand Herald llamó al primer episodio «un gran éxito»; sin embargo, las críticas en el momento de la transmisión del episodio fueron generalmente negativas, y la mayoría se centró en la comedia obscena y baja. Bruce Fretts de Entertainment Weekly pensó mal de la escritura y los personajes, afirmando que «Si tan solo las bromas de los niños fueran tan frescas como sus bocas» y «Podría ayudar si los niños de South Park tuvieran personalidades, pero son tan unidimensionales como la animación de copiar y pegar del programa». Tim Goodman de The San Francisco Examiner reconoció que muchos espectadores encontrarán a South Park «vil, grosero, enfermizo, potencialmente peligroso, infantil y mezquino». Argumentó que los espectadores «tienen que entrar en “South Park” con una inclinación por la ironía, el sarcasmo, la ira y la comprensión de que la animación recortada en cartón de niños de tercer grado malhablados es una premisa cómica trágicamente infrautilizada».
Calificando la serie como «de segundo año, asquerosa y sin gracia», Hal Boedeker del Orlando Sentinel creía que este episodio «da una impresión tan mala que es difícil captar la extraña longitud de onda del programa». De manera similar, Miles Beller de The Hollywood Reporter lo llamó «una oferta estúpida que quiere anotar, ya que busca ser deliberadamente escandalosa y agresivamente ofensiva, pero se registra como simplemente tonta». Ann Hodges del Houston Chronicle consideró el programa «hecho por y para adultos infantiles» y para «adultos que disfrutan de los programas para niños». Viendo el programa como heredero de Los Simpson y Beavis and Butt-Head, Ginia Bellafante de Time señaló su falta de coherencia y consideró el programa «desprovisto de subtexto». Caryn James de The New York Times comentó que la serie «tiene más éxito en pequeños toques», pero «parece tener futuro». En una reseña generalmente negativa de los primeros tres episodios de la serie, Tom Shales de The Washington Post escribió que «La mayor parte del supuesto humor en el estreno es tímido y autocomplaciente en su vulgaridad: chistes de flatulencias, repetidos uso de la palabra “dildo” (tanto en el sentido literal como peyorativo) y un aire general de desagrado malicioso». En una de las pocas críticas generalmente positivas, Eric Mink del Daily News elogió el universo de South Park y los «personajes distintos e interesantes» que contiene. Destacó a Cartman, llamándolo «el más vibrante del grupo» y describiéndolo como «un anciano amargado que vive en el cuerpo de un niño de 8 años».

## Lanzamiento en medios domésticos
«Cartman Gets an Anal Probe» se lanzó por primera vez en video el 5 de mayo de 1998, como parte del conjunto de VHS de tres volúmenes, que incluía introducciones humorísticas a cada programa de Parker y Stone. El episodio, junto con los otros doce de la primera temporada, también se incluyó en el DVD South Park: The Complete First Season, que se lanzó el 12 de noviembre de 2002. Parker y Stone grabaron pistas de comentarios para cada episodio, pero no se incluyeron con los DVD debido a problemas de «estándares» con algunas de las declaraciones; Parker y Stone se negaron a permitir que las pistas fueran editadas y censuradas, por lo que se lanzaron en un CD completamente separado de los DVD. Al igual que casi todos los episodios de South Park, «Cartman Gets an Anal Probe» está disponible para ver de forma gratuita en el sitio web del programa, South Park Studios. La versión HD de este episodio conserva la relación de aspecto original de 4:3 en lugar de «volver a renderizarla» en pantalla ancha de 16:9.
La versión original no emitida del piloto solo había tenido un lanzamiento limitado. Fue lanzado en un DVD en 2003, que estuvo disponible al reservar South Park: The Complete Second Season a través de Best Buy en los Estados Unidos. La contraportada de este lanzamiento presenta una descripción del piloto no emitido por el director de animación de South Park, Eric Stough. En 2009, el piloto no emitido estuvo disponible para visualización gratuita en línea durante un tiempo limitado de 30 días en el sitio web oficial del programa. Durante este tiempo, el sitio también presentó una versión del piloto con comentarios de audio de Eric Stough y el director creativo de South Park Studios, Chris Brion. El piloto no emitido también se mostró públicamente en ciertos lugares, como el Festival de Artes de la Comedia de EE. UU. (ahora llamado Festival de la Comedia) en Aspen, Colorado, en 1998, y en la Comic-Con de San Diego en 2011 como parte de la promoción del 15º aniversario del «Año del Fan» de South Park.